# North Tipperary
North Tipperary (iriska: Tiobraid Árann Thuaidh), känt fram till år 2002 som Tipperary North Riding är ett administrativt grevskap i Republiken Irland som består av 48 % av arean av det tidigare traditionella grevskapet Tipperary. North Tipperarys landsting (county council) etablerades 1898, men området hade en separat grevskapsdomstol (assize court) redan från 1838. Huvudorten i grevskapet är Nenagh. Andra viktiga städer eller platser är Borrisokane, Newport, Templemore, Thurles och Roscrea.
Landstinget framhåller områdets "egna kultur och identitet" jämfört med South Tipperary. De båda delarna av Tipperary ligger också i olika regioner, en sentida indelning.